# Тенёй
Тенёй (фр. Theneuille) — коммуна во Франции, находится в регионе Овернь. Департамент коммуны — Алье. Входит в состав кантона Серийи. Округ коммуны — Монлюсон.
Код INSEE коммуны — 03282.

## Население
Население коммуны на 2008 год составляло 396 человек.
| 1962 | 1968 | 1975 | 1982 | 1990 | 1999 | 2008 |
| ---- | ---- | ---- | ---- | ---- | ---- | ---- |
| 639  | 720  | 581  | 505  | 449  | 411  | 396  |

## Экономика
В 2007 году среди 243 человек в трудоспособном возрасте (15—64 лет) 160 были экономически активными, 83 — неактивными (показатель активности — 65,8 %, в 1999 году было 64,2 %). Из 160 активных работали 141 человек (79 мужчин и 62 женщины), безработных было 19 (9 мужчин и 10 женщин). Среди 83 неактивных 20 человек были учениками или студентами, 38 — пенсионерами, 25 были неактивными по другим причинам.

## Достопримечательности
- Церковь Св. Петра XII—XIII веков, недавно отреставрированная.
  - Колокольня, башня с лестницей, апсида — 13 июля 1923 года включены в список исторических памятников.
  - Церковь (за исключением вышеперечисленного) — исторический памятник с 19 мая 2003 года.
    - Колокол 1712 года — исторический памятник с 5 июля 1943 года.